# Serafin (Werzun)
Serafin, imię świeckie Serhij Dmytrowycz Werzun (ur. 8 sierpnia 1949 w Kijowie, zm. 7 kwietnia 2012) – ukraiński duchowny prawosławny, biskup niekanonicznego Ukraińskiego Kościoła Prawosławnego Patriarchatu Kijowskiego.

## Życiorys
W 1979 ukończył seminarium duchowne w Odessie. Jeszcze w czasie nauki, 2 sierpnia 1978, został wyświęcony na diakona przez metropolitę odeskiego i chersońskiego Sergiusza. Ten sam duchowny 10 grudnia 1978 udzielił mu święceń kapłańskich. Ks. Werzun służył w cerkwi św. św. Piotra i Pawła w Wełykym Chutorze (obwód czerkaski).
Po ukonstytuowaniu się niekanonicznego Patriarchatu Kijowskiego przeszedł w jego jurysdykcję. Po złożeniu wieczystych ślubów mniszych we wrześniu 1992 przyjął 25 września 1992 przyjął z rąk jego zwierzchnika, Filareta (Denysenki), chirotonię biskupią. Został wówczas ordynariuszem eparchii żytomierskiej i owruckiej. W 1995 został podniesiony do godności arcybiskupiej i objął katedrę rówieńską i ostrogską. W 2000 przeniesiony w stan spoczynku, dwa lata później został biskupem kirowohradzkim i hołowanowskim. W 2008 został pozbawiony katedry i godności arcybiskupa za bezprawne przeprowadzenie chirotonii biskupiej w swojej eparchii.
Zmarł w szpitalu w Bohusławiu i został pochowany w monasterze św. Mikołaja w tym samym mieście.